# دقائق طينية أحادية الخلية
دقائق طينية أحادية الخلية (الاسم العلمي: Pelomonas) هي جنس من البكتيريا، سلبية الغرام، تتبع فصيلة الكوماموناسيات.